# Ingvild Isaksen
Ingvild Landvik Isaksen (Fredrikstad, 10 febbraio 1989) è un'ex calciatrice norvegese di ruolo centrocampista.
Per otto stagioni nel Kolbotn, ha poi proseguito la carriera indossando la maglia dello Stabæk. Inoltre ha rappresentato il suo paese prima con nazionale norvegese Under-19 passando poi alla nazionale maggiore dal 2009 fino al 2014, con la quale ha conquistato il secondo posto all'europeo di Svezia 2013.

## Carriera

### Club
Ingvild Isaksen cresce calcisticamente nel Kolbotn dove viene inserita in prima squadra dalla stagione 2006 e fa il suo debutto in Toppserien, massimo livello del campionato norvegese femminile di calcio, il 21 maggio 2006, nell'incontro pareggiato per 1-1 con il Røa, dove al 67' rileva Kristin Blystad Bjerke. Quello stesso anno contribuisce, con 4 reti siglate su 11 incontri disputati, alla conquista del terzo titolo nazionale per la società. Quello stesso anno, dopo aver vestito la maglia della Nazionale norvegese Under-19, ha l'opportunità di debuttare in una competizione internazionale per club, l'allora UEFA Women's Cup, dove scende in campo il 12 settembre nell'incontro dove il Kolbotn si impone per 4-2 sulle spagnole dell'Espanyol valido per il secondo turno di qualificazione dell'edizione 2006-2007.
Il sodalizio con la società del comune di Oppegård prosegue per otto stagioni, dove nel 2007 conquista anche la Norgesmestere Cup Kvinner, sempre in Toppserien, lasciando la squadra al termine della stagione 2013, congedandosi con un tabellino personale di 26 reti siglate in 143 partite di campionato.
Durante il calciomercato invernale 2013 trova un accordo con lo Stabæk che, grazie alla vittoria in campionato, le dà la possibilità di giocare nuovamente in una competizione internazionale per club, la UEFA Women's Champions League, nella stagione 2014-2015.
Dopo un anno sabbatico, nel corso del 2016 torna a giocare con lo Stabæk. Nella stagione 2017-2018 approda nel campionato italiano accasandosi alla neonata Juventus.
Il 21 febbraio 2019 ha annunciato il suo ritiro dall'attività agonistica a causa dei continui infortuni fisici e delle cinque operazioni al ginocchio.

## Statistiche

### Presenze e reti nei club
| Stagione        | Squadra         | Campionato      | Campionato | Campionato | Coppe nazionali | Coppe nazionali | Coppe nazionali | Coppe continentali | Coppe continentali | Coppe continentali | Altre coppe | Altre coppe | Altre coppe | Totale | Totale |
| Stagione        | Squadra         | Comp            | Pres       | Reti       | Comp            | Pres            | Reti            | Comp               | Pres               | Reti               | Comp        | Pres        | Reti        | Pres   | Reti   |
| --------------- | --------------- | --------------- | ---------- | ---------- | --------------- | --------------- | --------------- | ------------------ | ------------------ | ------------------ | ----------- | ----------- | ----------- | ------ | ------ |
| 2006            | Kolbotn         | TS              | 12         | 4          | CN              | 0               | 0               | UWC                | 7                  | 0                  |             | -           | -           | 19     | 4      |
| 2007            | Kolbotn         | TS              | 18         | 2          | CN              | 0               | 0               | UWC                | 3                  | 0                  |             | -           | -           | 21     | 2      |
| 2008            | Kolbotn         | TS              | 21         | 5          | CN              | 1               | 0               |                    | -                  | -                  |             | -           | -           | 22     | 5      |
| 2009            | Kolbotn         | TS              | 11         | 2          | CN              | 0               | 0               |                    | -                  | -                  |             | -           | -           | 11     | 2      |
| 2010            | Kolbotn         | TS              | 22         | 3          | CN              | 0               | 0               |                    | -                  | -                  |             | -           | -           | 22     | 3      |
| 2011            | Kolbotn         | TS              | 21         | 5          | CN              | 2               | 0               |                    | -                  | -                  |             | -           | -           | 23     | 5      |
| 2012            | Kolbotn         | TS              | 21         | 2          | CN              | 3               | 0               |                    | -                  | -                  |             | -           | -           | 24     | 2      |
| 2013            | Kolbotn         | TS              | 22         | 3          | CN              | 1               | 0               |                    | -                  | -                  |             | -           | -           | 23     | 3      |
| Totale Kolbotn  | Totale Kolbotn  | Totale Kolbotn  | 148        | 26         |                 | 7               | 0               |                    | 10                 | 0                  |             | -           | -           | 165    | 26     |
| 2014            | Stabæk          | TS              | 18         | 4          | CN              | 2               | 0               | UWCL               | 1                  | 0                  |             | -           | -           | 21     | 4      |
| 2016            | Stabæk          | TS              | 14         | 4          | CN              | 1               | 0               |                    | -                  | -                  |             | -           | -           | 15     | 4      |
| 2017            | Stabæk          | TS              | 9          | 0          | CN              | 2               | 0               |                    | -                  | -                  |             | -           | -           | 11     | 0      |
| Totale Stabæk   | Totale Stabæk   | Totale Stabæk   | 41         | 8          |                 | 5               | 0               |                    | 1                  | 0                  |             | -           | -           | 47     | 8      |
| 2017-2018       | Juventus        | A               | 13         | 1          | CI              | 0               | 0               |                    | -                  | -                  |             | -           | -           | 13     | 1      |
| Totale carriera | Totale carriera | Totale carriera | 202        | 35         |                 | 12              | 0               |                    | 11                 | 0                  |             | -           | -           | 225    | 35     |

## Palmarès

### Club
- Campionato italiano: 1

Juventus: 2017-2018
- Campionato norvegese: 1

Kolbotn: 2006
- Coppa di Norvegia: 1

Kolbotn: 2007